# Maria Rampendahl
Maria Rampendahl (asi 1645 Lemgo – 1705 Varel) byla obviněna roku 1681 z čarodějnictví. Na rozdíl od mnoha jiných případů se jí její manžel nezřekl, což jí podle jejího výroku dodalo odvahu. Byla mučena, ale nepřiznala se, a tak byla odsouzena jen k vyhnání z města.
Hraběte z Lippe a město Lemgo žalovala u Říšského komorního soudu, ale nebyla úspěšná. Na rozdíl od mnoha jiných případů však musela žalovaná strana nést polovinu soudních nákladů.
Byla poslední souzená čarodějnice v městě Lemgo. Na její počest byl v roce 1994 u radnice města Lemgo umístěn pomník, pojmenovaný Der Stein des Anstosses - Kámen úrazu.